# Chair Entertainment
Chair Entertainment Group, LLC (стилізовано як ChAIR) — американський розробник відеоігор, що базується в Солт-Лейк-Сіті, штат Юта. Компанія була заснована 2005 року і стала дочірньою компанією Epic Games у 2008 році. Вона відома своїми іграми Undertow, Shadow Complex, а також серією Infinity Blade для мобільних пристроїв Apple.

## Історія
Chair Entertainment була заснована Дональдом Масстардом, Джеремі Масстардом і Раяном Голмсом у 2005 році в Прово, штат Юта. Спочатку компанія працювала над створенням відеоігор для платформи Xbox Live Arcade. Її перший проєкт, Undertow, був випущений 21 листопада 2007 року і здобув популярність завдяки своїй динамічній геймплею та підводному сеттингу.
У 2008 році Chair Entertainment придбала інтерактивні права на роман Орсона Скотта Карда Гра Ендера, з наміром адаптувати його в цифрову відеогру, але пізніше припинила роботу над цим проєктом, зосередившись на власних оригінальних ідеях.
19 серпня 2009 року Chair випустила свою другу гру Shadow Complex, яка стала ексклюзивом для Xbox Live Arcade. Гра здобула численні нагороди, зокрема Гра року на кількох фестивалях, та отримала позитивні рецензії від критиків. Сюжет гри був написаний відомим автором коміксів Петером Девідом.
У 2010 році Chair випустила Infinity Blade, першу гру, що працювала на Unreal Engine 3 для мобільних пристроїв Apple. Це був один з перших великих успіхів компанії, і він сприяв популяризації мобільних ігор з високоякісною графікою.
У 2011 році Chair випустила продовження гри Infinity Blade II, яке також отримало хороші відгуки і використовувало потужності нових моделей iPhone та iPad. У грудні 2011 року Epic Games оголосила, що франшиза Infinity Blade принесла понад 23 мільйони доларів доходу.
У серпні 2013 року компанія випустила літературне продовження Infinity Blade: Redemption, написане Брендоном Сандерсоном. 18 вересня 2013 року був анонсований останній випуск серії Infinity Blade III, що також став комерційно успішним.
У 2015 році Chair випустила оновлену версію Shadow Complex для ПК, а також для Xbox One і PlayStation 4 в 2016 році.
У 2015 році Дональд Масстард і Дж. Дж. Абрамс анонсували спільну роботу над новим відеоігровим проєктом, кодова назва якого — Spyjinx. Вона була розроблена спільно з компанією Bad Robot.
У середині 2016 року Дональд Масстард обійняв посаду всесвітнього креативного директора компанії Epic Games, відповідаючи за дизайн та креативний розвиток повного портфоліо відеоігор Epic.

## Продукція
Undertow (2007)
Shadow Complex (2009)
Infinity Blade (2010)
Infinity Blade II (2011)
Infinity Blade III (2013)
Spyjinx (розробка, 2015—поточний час)
Shadow Complex Remastered (2015)